# Tanjung Harapan (Napal Putih)
Tanjung Harapan is een bestuurslaag in het regentschap Bengkulu Utara van de provincie Bengkulu, Indonesië. Tanjung Harapan telt 2545 inwoners (volkstelling 2010).